# Oberonia maxima
Oberonia maxima är en orkidéart som beskrevs av Charles Samuel Pollock Parish och Joseph Dalton Hooker. Oberonia maxima ingår i släktet Oberonia och familjen orkidéer. Inga underarter finns listade i Catalogue of Life.